# Hermanus Angelkot (1688-1727)
Hermanus Angelkot jr. (Amsterdam, 6 februari 1688 - 1727) was een Amsterdamse apotheker die gedichten en toneelstukken schreef. 
- Angelkot jr. was bevriend met Joan van Broekhuizen en Pieter Langendijk. Samen met Langendijk vertaalde hij uit het Engels Cato, of de ondergang der Roomsche vryheid (1715), naar Joseph Addisons Cato (1713); ze droegen dat op aan de toenmalige burgemeester van Amsterdam, Nicolaes Witsen. Het werk ging in 1721 in première. Ook vertaalde hij, evenals zijn vader, werk van Corneille.

- Angelkot sr. vertaalde in 1682 de Misantroop van Molière en de Buitensporigen Herder van Corneille voor een voorstelling in de Schouwburg van Van Campen.

De familie Angelkot woonde op de hoek van de Herengracht en de Vijzelstraat, volgens sommigen net buiten de Gouden Bocht. 